# Свобода прессы в Эритрее

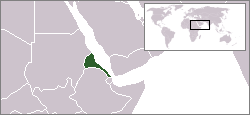
Расположение Эритреи

Несмотря на то, что конституция Эритреи гарантирует свободу слова и СМИ, Эритрея считается одной из худших стран с точки зрения свободы СМИ. На 2004 год, при правительстве во главе с Исайясом Афеворки, СМИ в Эритрее оставались под жестким контролем.

## Юридический статус
Правительство Эритреи приняло несколько законов, ограничивающих свободу СМИ в своей стране. В 1996 году был принят закон, запрещающий вещание средств массовой информации и журналистов, которым теперь необходимы лицензии для работы. В 2001 году все независимые СМИ были запрещены, оставив государственные СМИ в качестве единственной альтернативы. Кроме того, среди ограничений, согласно Freedom House, «публикации СМИ должны быть представлены на одобрение правительства».
По данным Комитета защиты журналистов (Committee to Protect Journalists, CPJ), с 2001 года несколько журналистов были арестованы без предъявления каких-либо обвинений. Среди последних заключений в 2011 году были арестованы и заключены четыре журналиста, работавших на правительственную радио- и телестанцию (Dimtsi Hafash). Информации о состоянии заключенных нет; многие считают, что с тех пор несколько заключенных умерли, хотя в подтверждения этому нет. Согласно данным Комитета по защите журналистов, в 2014 году юристы пытались оказать давление на шведские суды с целью расследования преступлений против человечности, пыток и похищений из-за тюремного заключения шведско-эритрейского журналиста Давита Исаака. Власти Эритреи отказались сотрудничать, и дело было закрыто. Поступали сообщения о том, что Исаак умер в заключении в 2011 году, однако это не подтверждено, в других сообщениях в 2015 года утверждалось, что он может быть жив.

## Политический статус

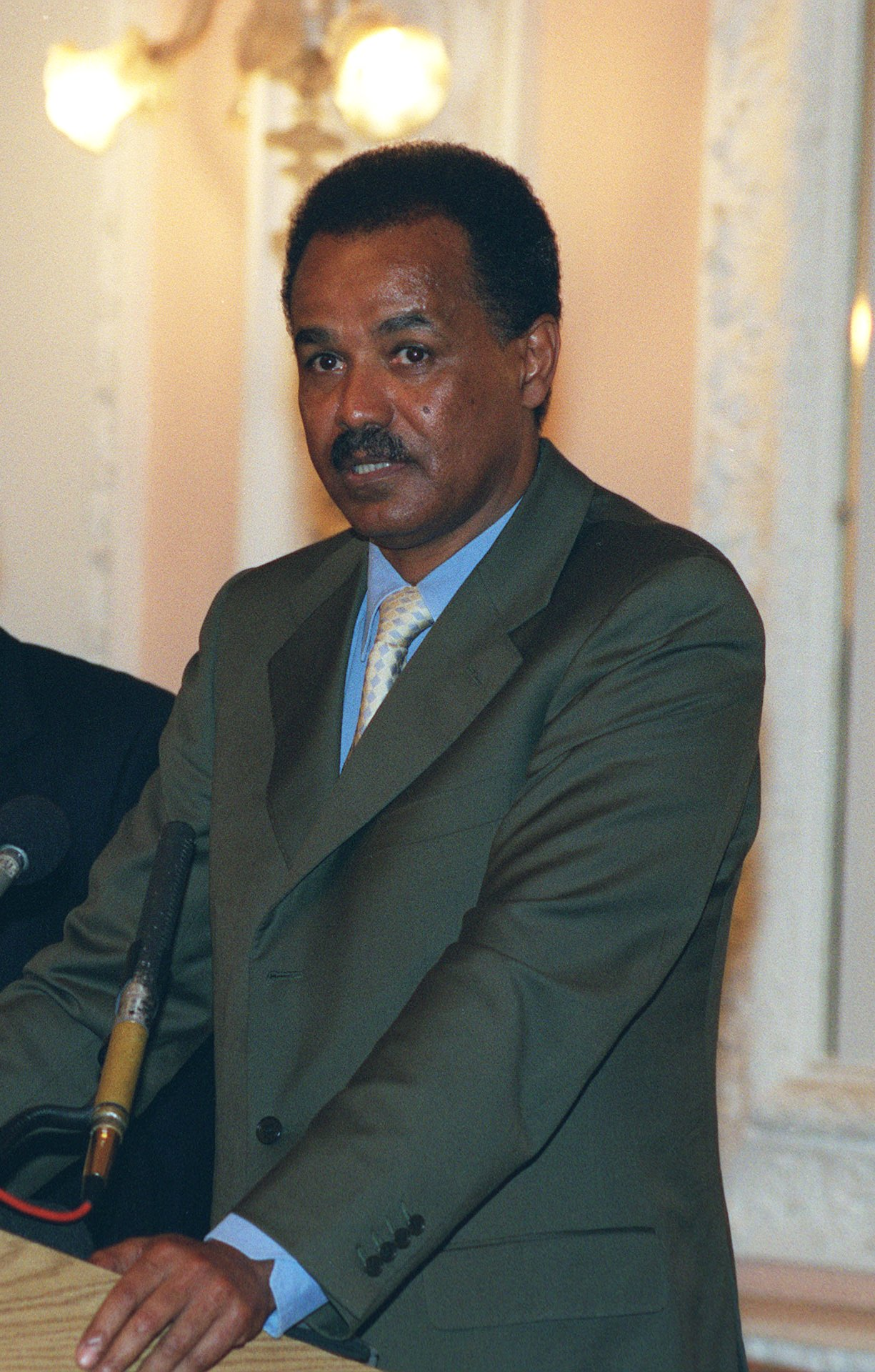
Президент Эритреи Исайяс Афеворки в 2002 г.

Большинство журналистов покинули Эритрею из-за запугивания и произвольного заключения в тюрьму. Оставшиеся журналисты придерживаются самоцензуры. Однако в 2013 году группа диссидентов начала создавать и распространять в Асмэре подпольную газету Echoes of Forto. Газета пишется командой, базирующейся как внутри страны, так и за ее пределами. Несогласная группа описала документ как пилотный проект и надеется расширить его.
Радио Эрена, управляемая эритрейскими активистами и организацией «Репортёры без границ» из Парижа, было запущено в 2009 году. Доступ к нему можно получить через Интернет, спутник и платформу «call-to-listen». Хотя в Эритрее один из самых низких показателей доступа в Интернет в мире (около 1 %), правительство по-прежнему пытается заблокировать многие веб-сайты, которыми управляют эритрейские эмигранты. Считается, что власти контролируют электронную почту, и некоторые пользователи подозревают, что правительственные информаторы отслеживают активность пользователей в интернет-кафе.
По состоянию на 2004 год иностранных журналистов не принимали в Эритрее, если они не были готовы позитивно освещать страну и ее политику. Несколько журналистов прибыли в страну под прикрытием, и в редких случаях эритрейский президент соглашался давать интервью таким телевизионным каналам, как «Аль-Джазира» или «Шведское телевидение». Однако в 2013 году эритрейское правительство решило заблокировать «Аль-Джазиру» на две недели из-за освещения демонстраций перед посольствами страны в различных городах, таких как Лондон, Рим и Стокгольм.

## Личные дела
Согласно принятым законами о цензуре СМИ и прессы, с 2001 году многие журналисты были задержаны.

### Давит Хабтемайкл
Давит был учителем и журналистом, который в 2001 году был заключен в тюрьму без предъявления каких-либо обвинений. Его бывшие коллеги по газете «Эхо» считали его талантливым, критически мыслящим и трудолюбивым. В 1998 году он стал соучредителем независимой газеты Meqaleh. Его работа заключалась не только в редактировании статей; он также писал критические статьи в своей постоянной колонке «Никогда не поздно». Он был задержан в 2001 году в школе, в которой работал. Согласно «Репортёрам без границ», Давит умер в тюрьме в 2010 году вместе с редактором Матиосом Хабтеабом, хотя эти сообщения противоречивы.

### Давит Исаак
Давит Исаак — шведско-эритрейский журналист и писатель, который в 2001 году без судебного заседания был заключен в тюрьму правительством Эритреи. В Эритрее он был репортером первой независимой газеты страны «Setit».
Он был арестован в своем доме в Асмэре. В апреле 2002 года CPJ сообщил, что Давита пришлось госпитализировать из-за последствий пыток. В ноябре 2005 года его выпустили из тюрьмы, но через два дня снова посадили. Слухи о его смерти ходили несколько раз, но неизвестно, жив он еще или мертв.

### Фессая «Джошуа» Йоханнес
Он был поэтом, артистом цирка и писателем рассказов. По словам Аарона Берхана, Йоханнес был дружелюбным и надежным человеком. Вместе с другими редакторами Эритреи Йоханнес был арестован 23 сентября 2001 года в своем доме. Есть утверждения, что он умер в 2006 или 2007 году из-за проблем со здоровьем.

### Идрис Абу’Аре
Идрис Абу’Аре был критическим мыслителем, он провел множество публичных чтений и семинаров по истории независимости Эритреи. После 1991 года Абу’Аре работал в Министерстве иностранных дел и регулярно сотрудничал в правительственной ежедневной газете Eritrea al-Haditha.
Идрис стал очень критически относиться к Министерству. Позже работал в газете Цигенай и в 1992 году опубликовал сборник рассказов. Однако за свои идеи он был внесен в черный список правительства и арестован в октябре 2001 года. Женат, имеет дочь и остается в тюрьме.